# Fimbristylis brevivaginata
Fimbristylis brevivaginata är en halvgräsart som beskrevs av Robert Kral. Fimbristylis brevivaginata ingår i släktet Fimbristylis och familjen halvgräs. Inga underarter finns listade i Catalogue of Life.